# Výrovka

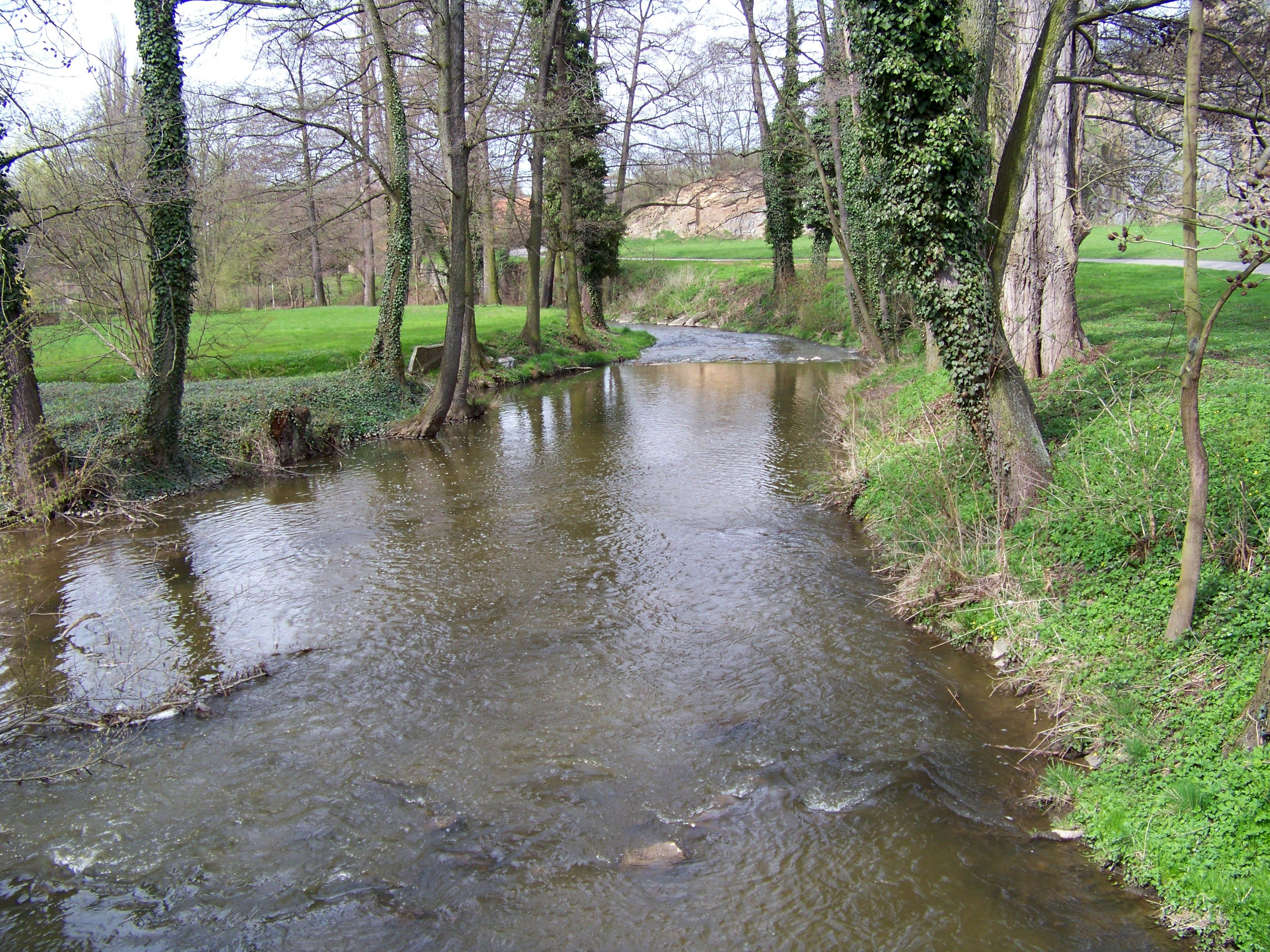
Výrovka

Die Výrovka ist ein linker Zufluss der Elbe in Tschechien.

## Verlauf
Die Výrovka entspringt im Ortsteil Kochánov der Stadt Uhlířské Janovice auf 493 m ü. M. in der Böhmisch-Mährischen Höhe. An ihrem nach Norden führenden Lauf liegen Uhlířské Janovice, Chmeliště und Žíšov. Bei Vavřinec wird der Fluss im Vavřinecký rybník gestaut. In diesem Bereich wird der Fluss auch als Vavřinecký potok bezeichnet.
Unterhalb dessen windet sich der Fluss an Církvice, Hryzely, Barchovice, Doubravčany und Zásmuky vorbei durch ein enges Tal. Zwischen Toušice und Kouřim wird das Gewässer, das in diesem Bereich auch Kouřimka genannt wird, im Teich Strašík gestaut.
Am weiteren Lauf liegen Klášterní Skalice, Miškovice, Zalešany, Žabonosy, Plaňany, Vrbčany, Chroustov, Chotutice, Radim und Dobřichov. Auf diesem Flussabschnitt trägt das Gewässer auch den Namen Plaňanka.
Der Unterlauf der Výrovka führt über die Böhmische Tafel östlich an Pečky sowie an Ratenice, Vrbová Lhota, Kostelní Lhota, Písková Lhota, Hořátev, Zvěřínek und Písty vorbei. Gegenüber von Kostomlátky mündet der Fluss nach 61,9 km in einer Höhe von 181 m ü. M. in die Elbe. Die Výrovka hat ein Einzugsgebiet von 542,5 km².

## Zuflüsse
- Janovský potok (r), Uhlířské Janovice
- Anenský potok (r), Uhlířské Janovice
- Mančický potok (r), Žíšov
- Kačíř (l), Vavřinecký rybník
- Bohouňovický potok (l), Hryzely
- Barchovický potok (l), Barchovice
- Malotický potok (l), oberhalb Doubravčany
- Špandava (r), bei Zásmuky
- Ždánický potok (l), Kouřim
- Bečvárka (r), Žabonosy
- Blinka (r), Plaňany
- Šembera (l), Zvěřínek